# Bătălia de la Kleidion
Bătălia de la Kleidion a avut loc pe 29 iulie 1014 și a fost una dintre cele mai decisive bătălii din istoria medievală a Balcanilor, în special între Imperiul Bizantin și Primul Țarat Bulgar. Această bătălie a marcat un moment crucial în războiul de aproximativ 50 de ani dintre împăratul bizantin Vasile al II-lea (Vasile Bulgaroctonul) și țarul bulgar Samuil.